# Trioza alifumosa
Trioza alifumosa är en insektsart som beskrevs av Klyver 1932. Trioza alifumosa ingår i släktet Trioza och familjen spetsbladloppor. Inga underarter finns listade i Catalogue of Life.